# Pseudanostirus orodromus
Pseudanostirus orodromus is een keversoort uit de familie kniptorren (Elateridae). De wetenschappelijke naam van de soort is voor het eerst geldig gepubliceerd in 1982 door Elena Gurjeva.